# Katal Vasīlī
Katal Vasīlī (persiska: کتل وسیلی) är en ort i Iran.   Den ligger i provinsen Kohgiluyeh och Buyer Ahmad, i den centrala delen av landet, 600 km söder om huvudstaden Teheran. Katal Vasīlī ligger 1 347 meter över havet och antalet invånare är 101.
Terrängen runt Katal Vasīlī är bergig åt sydväst, men åt nordost är den kuperad. Runt Katal Vasīlī är det ganska glesbefolkat, med 45 invånare per kvadratkilometer. Närmaste större samhälle är Cheram, 10,2 km väster om Katal Vasīlī. Omgivningarna runt Katal Vasīlī är i huvudsak ett öppet busklandskap.